# معركة بيرديانسك
معركة بيرديانسك هي معركة وقعت بين القوات المسلحة الروسية والقوات المسلحة الأوكرانية خلال هجوم خيرسون في 27 فبراير 2022 ضمن الغزو الروسي لأوكرانيا. نجحت خلالها القوات الروسية المتقدمة من الجبهة الجنوبية في طريقها للمساعدة في حصار ماريوبول في الاستيلاء على مدينة بيرديانسك الساحلية.

## خلفية
بعد أن استولت القوات الروسية على ميليتوبول، تحركت باتجاه الشمال الشرقي صوب توكماك وحاصرتها، ثم اتجهت شرقًا نحو بيرديانسك في طريقها إلى ماريوبول، الواقعة تحت وطأة هجوم القوات الروسية الزاحفة من جمهورية دونيتسك الشعبية، كجزء من هجوم شرق أوكرانيا.

## المعركة
في 26 فبراير، استولت القوات الروسية على ميناء ومطار بيرديانسك.
في 27 فبراير، أعلنت وزارة الدفاع الروسية أنها طوقت بيرديانسك. في وقت لاحق من ذلك المساء، حوالي الساعة 18:00، ورد أن الجنود الروس دخلوا المدينة. وفي حوالي الساعة 22:00، أعلن أولكسندر سفيدلو، عمدة بيرديانسك، أن القوات الروسية قد سيطرت على جميع المباني الإدارية. كما رُصدّ انتشار أنظمة صواريخ بوك الروسية في بيرديانسك.
في 28 فبراير، أفادت إدارة زابوروجييه أوبلاست أن القوات الروسية سيطرت على بيرديانسك وحلّت قسم الشرطة في المدينة، حيث يُزعم أن سلطات المدينة ترفض التعاون مع الروس. وأكدت وزارة الدفاع الروسية أن القوات الروسية استولت على المدينة. خلال المعركة، أفادت السلطات المحلية بمقتل شخص وجرح آخر.

## بعد المعركة
وفقًا لسفيدلو، غادرت القوات الروسية المدينة في 28 فبراير، لكنها أبقت مفرزة من الشرطة العسكرية الروسية فيها. تحركت القوات الروسية نحو ماريوبول للانضمام إلى الهجوم الشرقي وحصار المدينة. بالوصول إلى ماريوبول، تمكنت القوات المشاركة في هجوم خيرسون من إقامة رابط بري يربط شبه جزيرة القرم ببقية روسيا.